# Ян Чжэ
Ян Чжэ (кит. упр. 杨哲, пиньинь Yáng Zhé; род. 14 июля 1991 года) — китайский тяжелоатлет, вице чемпион мира 2018 и чемпион Азиатских игр 2010 и 2014 года. Участник летних Олимпийских игр 2016 года.

## Карьера
Начал заниматься спортом в 2003 году.
В 2010 году стал чемпионом Азиатских игр с результатом 185 кг + 217 кг = 402 кг.
На Азиатских играх 2014 года китайскому атлету вновь не было равных. Сумма на штанге 403 кг. И он двукратный чемпион Азиатских игр.
В 2016 году на летних Олимпийских играх в Рио-де-Жанейро, китайский штангист показал итоговое 4-е место с суммой 415 кг. В этом же году получил травму колена.
На чемпионате мира 2014 года в рывке показал результат — 191 кг (2-й результат), а в толчке — 220 кг (только 5-й). Это позволило спортсмену с результатом 411 кг стать четвёртым.
В начале ноября 2018 года на чемпионате мира в Ашхабаде китайский спортсмен, в весовой категории до 109 кг, завоевал серебряную медаль мирового первенства, сумев взять общий вес 419 кг. В рывке ему также не было равных (196 кг). В толчке не попал в тройку призёров (223 кг).
На предолимпийском чемпионате мира 2019 года, который проходил в Таиланде, китайский спортсмен завоевал бронзовую медаль в весовой категории до 109 кг. Общий вес на штанге 420 кг. В упражнении рывок он стал третьим (197 кг).